# King Kong (film fra 1976)
 For alternative betydninger, se King Kong (flertydig). (Se også artikler, som begynder med King Kong)
King Kong er en amerikansk film fra 1976, den første af i alt tre officielle genindindspilninger af filmen King Kong (1933).
Jeff Bridges spiller antropologen Jack Prescott, og Jessica Lange er den håbefulde filmstjerne Dwan, der rejser med til en uudforsket ø, hvor forretningsmanden Fred Wilson (Charles Grodin) håber at finde olie. I stedet finde de kæmpegorillaen King Kong! Handlingen kulminerer i New York, hvor Kong kravler op på toppen af World Trade Center og angribes af militæret.
King Kong blev produceret af Dino De Laurentiis for et kæmpebudget på 24 millioner dollars, og fik kommerciel succes trods dårlige anmeldelser.
Filmens trickeffekter har givet anledning til en del polemik, idet Carlo Rambaldi vandt en Oscar for en opreklameret, mekanisk kæmpegorilla, der uheldigvis ikke virkede og måtte erstattes af et abeskostume – skabt og båret af Rick Baker, der end ikke blev nomineret.
Filmen blev desuden Oscar-nomineret for bedste lyd og bedste fotografering, og Jessica Lange vandt en Golden Globe som bedste debuterende skuespillerinde.